# Scleria tropicalis
Scleria tropicalis är en halvgräsart som beskrevs av Mark T. Strong. Scleria tropicalis ingår i släktet Scleria och familjen halvgräs. Inga underarter finns listade i Catalogue of Life.